# ژانگ ژنگ
ژانگ ژنگ (انگلیسی: Zhang Zheng؛ زادهٔ ۱۸ مهٔ ۱۹۶۳)  کماندار اهل چین بود. وی در بازی‌های المپیک تابستانی ۱۹۸۴ شرکت کرده‌است.